# Lyda Borelli
Pour les articles homonymes, voir Borelli.
Lyda Borelli (Rivarolo (Gênes), 22 mars 1884 - Rome, 2 juin 1959) est une actrice de théâtre et de cinéma italienne, considérée comme une diva du cinéma muet italien.

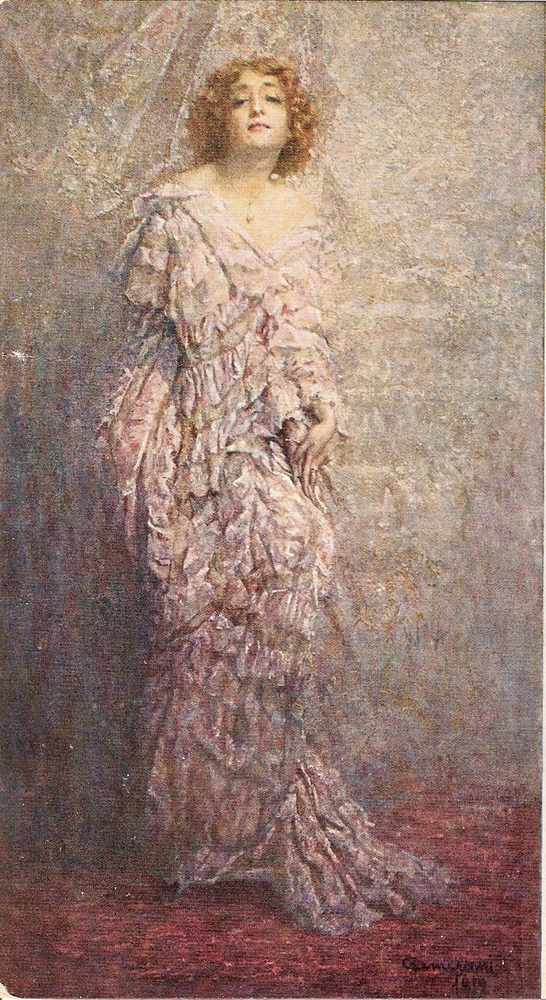
Lyda Borelli peinture de Giuseppe Amisani

## Biographie
Lyda Borelli commence sa carrière au théâtre en 1902 à l'âge de 18 ans et débute au cinéma en 1913. Elle était pilote automobile et se passionnait pour l'aviation. Elle était mannequin et promouvait la jupe culote (mal vue a cette époque),. En 1918, elle se fiance avec un industriel, Vittorio Cini comte de Monselice, qu'elle épouse la même année et elle arrête la scène et le cinéma. 
Avec Vittorio Cini, elle a quatre enfants, dontGiorgio qui meurt dans un accident d'avion le 31 août 1949, Mynna et les jumelles Ylda et Yana.

## Carrière artistique
Lyda Borelli naquit dans le quartier de Rivarolo au sein d'une famille d'artistes (son père, Napoleone, et sa sœur, Alda, étaient acteurs), et elle commença sa carrière au théâtre comme en enfant avec Paola Pezzaglia dans le drame de Pierre Decourcelle Les deux gosses. En 1904, elle fit partie de la compagnie de Virgilio Talli avec Emma Gramatica et elle joua le rôle de Favetta dans la première représentation de La figlia di Iorio de Gabriele D'Annunzio. En peu de temps elle devint une des prime donne les plus appréciées et les plus célèbres du théâtre italien, considérée comme l'héritière de Eleonora Duse, aux côtés de laquelle elle joua en 1905.
En 1913, alors qu'elle était dans la compagnie Piperno-Borelli-Gandusio, elle joua dans son premier film, Ma l'amor mio non muore, dirigé par Mario Caserini. Le film eut un très grand succès, et Lyda Borelli devint rapidement une diva aimée et admirée du public. Des néologismes comme « borellismo » et « borelleggiare » apparurent, montrant le phénomène d'imitation qu'elle avait déchaîné dans le public féminin. Sa renommée n'était égalée que par l'autre diva, Francesca Bertini.
Lyda Borelli était une actrice capable d'une grande expressivité physique, d'une gestualité ample et emphatique, tout à fait en accord avec les goûts de la critique et des spectateurs de l'époque. En l'absence du cinéma parlant, qui n'arriva en Italie que vers la fin des années 1920, l'expression de sensations et des sentiments ne pouvait se faire dans les films qu'à travers les gestes du corps. Antonio Gramsci dans Avanti écrivit à son sujet : « Borelli est par excellence l'artiste du film où c'est le corps humain qui parle, dans sa plasticité toujours renouvelée ».
La carrière cinématographique de Lyda Borelli fut intense mais très brève : elle dura à peine cinq ans, pendant lesquels elle tourna treize films. Parmi ses plus grands succès, Fior di male, Rapsodia satanica avec des musiques de Pietro Mascagni et Malombra. En 1918 elle abandonna le cinéma après son mariage avec le comte Vittorio Cini.
À Bologne, on a donné son nom à la « Maison de retraite pour les artistes dramatiques » (Casa di riposo per artisti drammatici) qui se trouve Via Saragozza, auprès de l'Arc du Meloncello.

## Filmographie
- 1913 : La memoria dell'altro d'Alberto Degli Abbati
- 1914 : Ma l'amor mio non muore... de Mario Caserini
- 1914 : La Femme nue de Carmine Gallone
- 1915 : Fleur de mal (fior di male) de Carmine Gallone et Nino Oxilia
- 1915 : Rhapsodie satanique (Rapsodia satanica) de Nino Oxilia
- 1915 : La Marche nuptiale de Carmine Gallone
- 1916 : Le Phalène de Carmine Gallone
- 1916 : Madame Tallien de Mario Caserini et Enrico Guazzoni
- 1917 : Malombra  de Carmine Gallone
- 1917 : Carnevalesca d'Amleto Palermi
- 1917 : Il dramma di una notte, intitulé également Una notte a Calcutta,  de Mario Caserini
- 1917 : Histoire des Treize (La storia dei tredici) de Carmine Gallone d'après Histoire des Treize d'Honoré de Balzac
- 1918 : La leggenda di Santa Barbara
- 2021 : Italia, le feu, la cendre

## Théâtre
- Amants[5]
- La femme nue[5]
- La marche nuptiale[5]
- Les Romanesques[5]
- Les maisonnettes[5]
- Papa[5]
- L'Ane de Buridan[5]
- Le Roi[5]
- 1911 : Le marqui de Priola, Théâtre Politeana de Florence[2]
- 1913 : Madame Tallien, pièce en 5 actes, théâtre lyrique de Milan[5]

## Mise en scène
- Edith Cawell, pièce en 3 actes de Louis Delluc frappée par la censure en France et créée par Lyda Borelli en Italie en juin 1916[6].